# Killing Kennedy
Killing Kennedy (bra Quem Matou Kennedy?) é um telefilme americano de 2013, baseado no livro homônimo de não-ficção de 2012, escrito por Bill O'Reilly e Martin Dugard, e estrelado por Rob Lowe, Will Rothhaar, Ginnifer Goodwin e Michelle Trachtenberg. O filme dramatiza a presidência e assassinato de John F. Kennedy, bem como a vida de Lee Harvey Oswald nos anos que antecederam o assassinato.
O filme estreou nos EUA e Canadá pelo National Geographic Channel em 10 de Novembro de 2013, seguido pelos vários canais europeus da National Geographic alguns dias depois.

## Sinopse
O enredo segue a ascensão de John F. Kennedy (Rob Lowe) como presidente dos Estados Unidos. Conforme a carreira de Kennedy se molda, Lee Harvey Oswald (Will Rothhaar), um ex-fuzileiro naval, começa a se desiludir com os EUA. Seus caminhos finalmente se cruzam e resultam no assassinato de Kennedy por Oswald.

## Elenco
- Rob Lowe como John F. Kennedy
- Will Rothhaar como Lee Harvey Oswald
- Ginnifer Goodwin como Jacqueline Kennedy
- Michelle Trachtenberg como Marina Oswald
- Jack Noseworthy como Robert F. Kennedy
- Francis Guinan como Lyndon B. Johnson
- Richard Flood como Kenny O'Donnell
- Natalie Gold como Ruth Paine
- Jamie McShane como o cônsul da embaixada dos EUA em Moscou Richard Edward Snyder
- Brian Hutchison como o agente especial do Serviço Secreto Americano (USSS) Winston Lawson
- Casey Siemaszko como Jack Ruby
- Antoinette LaVecchia como Lady Bird Johnson
- Boris McGiver como o agente especial do FBI John W. Fain
- Matt Micou como J. D. Tippit
- Keith Tyree como o Governador do Texas John Connally
- Adrienne Nelson como Nellie Connally
- Lucas N Hall como Oficial Atwell
- Roger W. Durrett como o Almirante Arleigh Burke, Chefe de Operações Navais
- Danny McCarthy como o Agente James P. Hosty
- Parker Dowling como Buell Wesley Frazier
- Mike Shiflett como o Capitão Will Fritz
- Terry Menefee Gau como a Enfermeira Doris Nelson
- Joseph Gray como o Sargento Gerald Hill
- Mary Pat Gleason como Marguerite Oswald

## Produção
Após o sucesso do telefilme Killing Lincoln, a National Geographic Channel anunciou que iria produzir uma adaptação cinematográfica de Killing Kennedy. Em Maio de 2013, foi anunciado que Rob Lowe seria o presidente John F. Kennedy, Ginnifer Goodwin seria a primeira-dama Jacqueline Kennedy,  e Michelle Trachtenberg interpretaria Marina Oswald, esposa de Lee Harvey Oswald. Goodwin usou fotos íntimas para retratar melhor Jackie Kennedy e se preocupou em "fazer justiça a ela e a interpretá-la com a maior precisão possível, sem jamais fazer uma impressão dela". Rob Lowe disse ao ver Goodwin no terno Chanel rosa: "Ela tornou-se real. Se eu estivesse sob quaisquer ilusões sobre o que estávamos fazendo, vê-la naquele momento icônico era, eu diria, sóbrio". Para interpretar Marina Oswald, Trachtenberg consultou sua mãe nascida na Rússia pra ajudá-la a falar russo.

## Recepção
Em sua transmissão original, atraiu 3,354 milhões de espectadores. A audiência quebrou o recorde anteriormente ocupado por Killing Lincoln, que teve em média 3,351 milhões de espectadores.

### Resposta crítica
Killing Kennedy recebeu críticas negativas, tanto de telespectadores quanto de críticos.